# Oratorio di Santa Croce (Bastia)
L'oratorio della Santissima Annunziata, meglio conosciuto come oratorio di Santa Croce (Eglise Sainte-Croix in lingua francese, Santa Crò in còrso) è un edificio di culto cattolico situato nel quartiere di Terra Nuova, nella città còrsa di Bastia. È stata classificata come monumento storico il 22 gennaio 1931.

## Storia e descrizione
Fu costruita nel 1543 dalla confraternita della Santa Croce e nel 1600 fu rifatta nelle forme attuali. Venne seriamente danneggiata durante il bombardamento navale inglese del 1745. In conseguenza di ciò l'interno dovette essere completamente rifatto. Così, tra il 1758 ed il 1775, furono realizzati gli sfarzosi stucchi interni, elaborati secondo i canoni del barocco genovese, per opera di artisti liguri e còrsi. 
L'oratorio presenta una semplice facciata a capanna, con quattro finestre disposte su due ordini differenti. L'interno, finemente decorato con stucchi dorati, arabeschi e angeli su sfondo azzurro presenta una navata unica sormontata da sei campate. Nella cappella del Santissimo Crocifisso dei Miracoli si trova un crocifisso, localmente conosciuto come u Cristu negru, che la leggenda vuole sia stato ritrovato in mare da alcuni pescatori nel 1428. La pala d'altare è l'Annunziata, opera del pittore fiorentino Giovanni Bilivert datata 1630.